# Ctenucha popayana
Ctenucha popayana är en fjärilsart som beskrevs av Paul Dognin 1911. Ctenucha popayana ingår i släktet Ctenucha och familjen björnspinnare. Inga underarter finns listade i Catalogue of Life.